# Traszka Karelina
Traszka Karelina (Triturus karelinii) – gatunek płaza ogoniastego z rodziny salamandrowatych (Salamandridae). Występuje na Kaukazie, Półwyspie Krymskim, w północno-wschodniej Turcji oraz na południowych wybrzeżach Morza Kaspijskiego. Dorasta do 18 cm długości i z wyglądu przypomina traszkę grzebieniastą (Triturus cristatus), od której różni się m.in. dłuższym i bardziej krępym ciałem. Spotykany w różnych siedliskach wodnych, a okres godowy trwa od marca do czerwca. Gatunek najmniejszej troski (LC) w związku z rozległym zasięgiem występowania, dużymi rozmiarami populacji oraz zdolnością do zasiedlania wielu typów siedlisk.

## Wygląd
Dorasta do 18 cm. Z wyglądu bardzo podobna do traszki grzebieniastej, ale ciało jest dłuższe i bardziej krępe, a głowa stosunkowo dłuższa i szersza. Gardło żółte, pokryte czarnymi kropkami. Na brzuchu czarne kropki się łączą, co powoduje, że część brzucha jest całkowicie czarna. Nacięcia na grzebieniu nie są aż tak wyraźne jak u traszki grzebieniastej. U samic na środku grzbietu często występuje wąski żółty pasek.

## Zasięg występowania i siedlisko
Do niedawna uznawano, że gatunek ten występuje na Półwyspie Bałkańskim, w północnej Anatolii oraz na Kaukazie. W 2013 roku natomiast dla populacji bałkańskiej i anatolijskiej utworzono osobny gatunek Triturus ivanbureschi, z którego z kolei w 2016 roku wyodrębniono gatunek T. anatolicus występujący w północnej Anatolii. W związku z powyższym obecnie T. karelinii sensu stricto występuje na Kaukazie, w północno-wschodniej Turcji, na Krymie oraz na południowych wybrzeżach Morza Kaspijskiego do 2100 m n.p.m. Spotykany jest w różnych siedliskach wodnych takich jak stawy, rowy, tereny podmokłe, które zazwyczaj charakteryzują się bujną roślinnością. Okres godowy trwa od marca do czerwca.

## Status
W Czerwonej księdze gatunków zagrożonych IUCN płaz ten klasyfikowany jest jako gatunek najmniejszej troski (LC, ang. Least Concern) w związku z rozległym zasięgiem występowania, przypuszczalnie dużymi rozmiarami populacji oraz zdolnością do zasiedlania różnych rodzajów siedlisk.